# Vaxholms, Norrtälje, Östhammars, Öregrunds och Sigtuna valkrets
Vaxholms, Norrtälje, Östhammars, Öregrunds och Sigtuna valkrets var vid riksdagsvalet 1908 till andra kammaren en egen valkrets med ett mandat. Valkretsen omfattade städerna Vaxholm, Norrtälje, Östhammar, Öregrund och Sigtuna, det vill säga alla städer i Stockholms län utom Stockholm och Södertälje, vilka utgjorde egna valkretsar. Den avskaffades inför övergången till proportionellt valsystem i andrakammarvalet 1911 och uppgick då i Stockholms läns norra valkrets.
Valkretsen kallades även Stockholms läns småstäders valkrets.

## Riksdagsman
- Rikard Hagberg (1909-1911), lib s

## Valresultat

### 1908
| Andrakammarvalet i Sverige 1908: Vaxholms, Norrtälje, Östhammars, Öregrunds och Sigtuna valkrets | Andrakammarvalet i Sverige 1908: Vaxholms, Norrtälje, Östhammars, Öregrunds och Sigtuna valkrets | Andrakammarvalet i Sverige 1908: Vaxholms, Norrtälje, Östhammars, Öregrunds och Sigtuna valkrets | Andrakammarvalet i Sverige 1908: Vaxholms, Norrtälje, Östhammars, Öregrunds och Sigtuna valkrets | Andrakammarvalet i Sverige 1908: Vaxholms, Norrtälje, Östhammars, Öregrunds och Sigtuna valkrets |
| Kandidat                                                                                         | Kandidat                                                                                         | Röster                                                                                           | Röster                                                                                           | Röster                                                                                           |
| Kandidat                                                                                         | Kandidat                                                                                         | Antal                                                                                            | %                                                                                                | +− %                                                                                             |
| ------------------------------------------------------------------------------------------------ | ------------------------------------------------------------------------------------------------ | ------------------------------------------------------------------------------------------------ | ------------------------------------------------------------------------------------------------ | ------------------------------------------------------------------------------------------------ |
|                                                                                                  | Rikard Hagberg                                                                                   | 403                                                                                              | 60,4                                                                                             |                                                                                                  |
|                                                                                                  | Rolf Julius Balkenhausen (höger)                                                                 | 263                                                                                              | 39,4                                                                                             |                                                                                                  |
|                                                                                                  | Övrig kandidat                                                                                   | 1                                                                                                | 0,2                                                                                              | —                                                                                                |
| Antal giltiga röster                                                                             | Antal giltiga röster                                                                             | 667                                                                                              |                                                                                                  |                                                                                                  |
| Kasserade röster                                                                                 | Kasserade röster                                                                                 | 0                                                                                                |                                                                                                  |                                                                                                  |
| Totalt                                                                                           | Totalt                                                                                           | 667                                                                                              |                                                                                                  |                                                                                                  |

Valet hölls den 19 september 1908. Valkretsen hade 8 812 invånare den 31 december 1907, varav 1 165 eller 13,2 % var valberättigade. 667 personer deltog i valet, ett valdeltagande på 57,3 %. Valet överklagades till både landshövdingen i Stockholms län och Kunglig Majestät men valresultatet fastställdes av båda instanserna.